# Ina Souez
Ina Souez, nome d'arte di Ina Rains (Windsor, 3 giugno 1903 – Santa Monica, 7 dicembre 1992), è stata un soprano statunitense.
Con il nome d'arte preso dal cognome della nonna materna, ha legato la sua carriera al festival lirico di Glyndebourne di cui è stata una indiscussa primadonna della lirica con l'interpretazione di opere mozartiane di cui ha creato il cosiddetto repertorio (in particolare, la Fiordiligi del Così fan tutte e Donna Anna del Don Giovanni).
È stata modello di interpretazione per molte colleghe salite alla ribalta dopo di lei, fra cui Carol Vaness.

## Biografia
Souez - che al suo debutto a Glyndebourne nel 1935 venne indicata come cantante britannica, essendo sposata ad un inglese - ha contribuito a rendere famosa l'opera Così fan tutte, al tempo non così popolare e ampiamente rappresentata come lo è divenuta in seguito. Ha interpretato il ruolo di Fiordiligi tornando annualmente a Glyndebourne fino al divampare della seconda guerra mondiale.
Aveva studiato canto con Florence Hinricks a Denver per poi trasferirsi in Europa a perfezionare gli studi con Sofia Del Campo a Milano. Nel 1928 debuttò nel mondo della lirica ad Ivrea interpretando il ruolo di Mimì ne La bohème; cantò quindi al Teatro Massimo di Palermo.

### Liù per il Covent
Nel maggio dell'anno successivo fece il suo debutto al Covent Garden di Londra come Liù nella pucciniana Turandot (con Eva Turner nel ruolo della principessa Turandot). Nonostante il buon esito della prova, la scrittura non le venne rinnovata. Restò comunque in Gran Bretagna nei dieci anni successivi tornando a cantare al Covent Garden nel 1935. In quell'anno fu in palcoscenico a Glyndebourne come Fiordiligi nel Cos' fan tutte il 30 maggio ed il 7 giugno mentre il 4 giugno andò in scena come Micaela nella Carmen di Bizet (Conchita Supervia ricopriva il ruolo della protagonista).
Souez non ottenne una nuova scrittura per il Covent Garden ma in quello stesso 1936 aggiunse un nuovo ruolo al suo repertorio: quello di Donna Anna, del Don Giovanni, portato a Glyndebourne; un ruolo che le risultò più congeniale ancora che quello della già ben riuscita Fiordiligi.

### Il ritorno negli Stati Uniti
Durante la seconda guerra mondiale, dopo aver interpretato prima che scoppiasse il conflitto a Stoccolma e l'Aia il Requiemdi Giuseppe Verdi, Souez fece ritorno negli USA dove andò a cantare per la New Opera Company di New York (1941) e la New York City Opera (1945).
Si ritirò quindi dal mondo dell'opera lirica per diventare un'interprete jazz accanto a Spike Jones, nel primo dopoguerra assai famoso negli Stati uniti, e agli City Slickers, il gruppo che lo accompagnava abitualmente.

### Discografia
Delle  interpretazioni di Souez rimangono incise su album discografico quelle relative al festival di Glyndebourne nel Così fan tutte e nel Don Giovanni.